# Paulianometallyra tanganycae
Paulianometallyra tanganycae är en skalbaggsart som beskrevs av Pierre Lepesme och Stefan von Breuning 1956. Paulianometallyra tanganycae ingår i släktet Paulianometallyra och familjen långhorningar. Inga underarter finns listade i Catalogue of Life.